# Tambja capensis
Tambja capensis is een slakkensoort uit de familie van de Polyceridae. De wetenschappelijke naam van de soort is voor het eerst geldig gepubliceerd in 1907 door Bergh.